# Cozy Bear
Cozy Bear (también conocido por APT29, ATK7, Blue Kitsune, BlueBravo, COZY BEAR, Cloaked Ursa, G0016, Grizzly Steppe, Group 100, IRON HEMLOCK, ITG11, Midnight Blizzard, Minidionis, Nobelium, SeaDuke, TA421, The Dukes, UAC-0029, YTTRIUM), clasificado por el gobierno federal de los Estados Unidos como una amenaza persistente avanzada o como sus siglas en ingles "APT29". Es un grupo de hackers rusos que se cree asociado con la inteligencia rusa, en especial con el Servicio de Inteligencia Exterior (SVR) y/o con el Servicio Federal de Seguridad (FSB). Su presentación al público fue realizada por FireEye.
APT29 suele usar técnicas de phishing dirigido a la víctima, con un enlace en el correo. Sus ámbitos preferidos de ataque son además del ámbito militar, sectores como el farmacéutico, el financiero, el tecnológico, las ONG e incluso en organizaciones delincuenciales.
El 20 de diciembre de 2020, se reportó que Cozy Bear fue responsable por el ciberataque contra los datos nacionales soberanos de Estados Unidos, que se cree qué fue dirigido por el gobierno ruso.

## Actividades
Se le han atribuido participaciones en distintos ataques como por ejemplo:
- Los Ciberataques al Comité Nacional Demócrata en junio de 2016[1]
- Ataques de phishing contra think tanks y diferentes ONG estadounidenses.[4]
- Ataques de phishing personalizado contra políticos noruegos y holandeses.[5][6][7][8]
- Infiltraciones en embajadas y Ministerios de Asuntos Exteriores de países europeos.[9][10]